# Koritnice
Koritnice is een plaats in Slovenië en maakt deel uit van de gemeente Ilirska Bistrica in de NUTS-3-regio Primorska. De plaats telde 128 inwoners op 1 januari 2020.